# Jørgen Roed

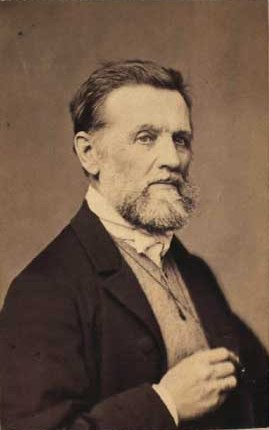
Jørgen Roed

Jørgen Roed (* 13. Januar 1808 in Ringsted; † 9. August 1888 in Kopenhagen) war ein dänischer Porträt-, Architektur- und Genre-Maler.

## Leben und Werk
Jørgen Roed wurde als Sohn des Peder Jørgensen Roed und seiner Frau Ellen Hansdatter Jensen in Ringsted auf der Insel Seeland geboren. Der Vater besaß einen Bauernhof und eine Brennerei. Bereits in der Schulzeit wurde durch den Zeichenlehrer Jens Jørgen Fyhn seine Begeisterung für Zeichnen und Malen so ausgeprägt, dass die Eltern ihn nach seiner Konfirmation 1822 zum Studium an die Königlich Dänische Kunstakademie (Det Kongelige Danske Kunstakademi) in Kopenhagen schickten.
Er begann seine Studien mit Privatunterricht bei dem Porträtmaler Hans Hansen, zu dessen Sohn Constantin Hansen sich eine starke Freundschaft entwickelte. Roeds Studien unter Hansen bestanden im Kopieren anderer Kunstwerke, sein erstes Ausstellungswerk 1824 war ein Engelskopf nach einer Kopie basierend auf einem Werk von Raffael. Sein erstes – unabhängiges – ausgestelltes Werk war 1826 ein Porträt seines Zeichenlehrers der Schulzeit.
Neben dem Unterricht bei Hansen begannen gleichzeitig Studien an der Akademie im Freihandzeichnen im Jahre 1822 und 1825 in der Gips-Klasse. Er stellte 1824 auf der Charlottenborg Frühjahrsausstellung zum ersten Mal aus und danach regelmäßig während seines ganzen Lebens. Nachdem Hans Hansen 1828 verstorben war, wurden Roed wie auch Constantin Hansen bis 1833 Studenten bei Christoffer Wilhelm Eckersberg, dem Vater des Goldenen Zeitalters der dänischen Malerei. Roed entwickelte sich während der Studien zu einem soliden Genre- und Architekturmaler. Seine Werke gewannen 1831 bei der Akademie eine kleine Silbermedaille, verbunden mit einem Geldpreis, sowie 1833 die große Silbermedaille. Eine Studienreise führte ihn 1831 nach Fredriksvern in Norwegen.

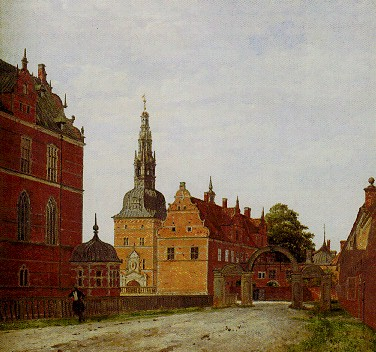
Jørgen Roed: Parti af Frederiksborg. Karusselporten. 1835

Sein Talent als Architekturmaler bewies er mit dem Gewinn von Wettbewerben der Künstlervereinigung (Kunstforening). Er gewann den Wettbewerb mit dem Motto „öffentlicher Ort oder Gebäude“ im Jahre 1835 mit seinem Gemälde Ansicht von Schloss Frederiksborg: Das Karussel-Tor (Parti af Frederiksborg Slot, Karusselporten) (siehe Bild).
Roed erhielt 1837 ein Zwei-Jahres-Reisestipendium der Akademie, das später um zwei weitere Jahre verlängert wurde. Diese Stipendien nutzte er für einen vierjährigen Italienaufenthalt bis 1841. Sein Interesse für Landschafts- und vor allem Architekturmotive kam während der Reise nach Neapel und Umgebung in der Gesellschaft von Constantin Hansen und teilweise Wilhelm Marstrand zum Tragen. Sein Verständnis der italienischen Renaissance und speziell für Raffael zeigte er in einer Kopie von Raffaels Krönung Mariä (Rom, Vatikanische Pinakothek) wie auch in einigen Altarbildern. Das Hauptwerk seiner italienischen Periode ist aber der Gefängnishof des Palazzo del Bargello. Dieses Bild vereint die Architektur mit einer Gruppe von Menschen zu einer typischen Genre-Szene.
Nach seiner Rückkehr nach Dänemark im Jahre 1842 konzentrierte Roed seine Anstrengungen auf eine akademische Karriere an der Hochschule. Sein Aufnahmestück war ein Porträt des Papierfabrikanten Johan Christian Drewsen (1843). Im folgenden Jahr wurde er Mitglied der Akademie als Porträtist mit dem Porträt Herman Wilhelm Bissens. Neben der Professur für Malerei waren Porträts und Altarbilder nun seiner eigentlicher Lebensunterhalt. Im September 1850 und erneut von April bis November 1851 reiste er nach Dresden zur Anfertigung einer Kopie von Raffaels Sixtinischer Madonna.
Weitere Reisen führten von November 1861 bis März 1862 zunächst nach London zur Weltausstellung, wo Werke von ihm gezeigt wurden, und dann weiter nach Paris, Florenz und Rom. Wieder zu Hause in Kopenhagen, wurde er zum Professor für Malerei an der Akademie ernannt. Im Jahre 1871 reiste er erneut nach Italien (Pompeji, Capri, Rom), im Juli und August 1873 nach Berlin und nach Paris zur Weltausstellung von August bis September 1878. Seine Lehrtätigkeit an der Akademie dauerte bis Oktober 1887. Bei seinem Rücktritt erhielt er den Titel Etatsråd. Jørgen Roed starb am 8. August 1888 im Alter von 80 Jahren in Kopenhagen. Er wurde auf dem Friedhof in Ringsted begraben.

## Familie
Vor Beginn seiner Italien-Reise 1837 lernte er Emilie Mathilde Kruse (1806–1894) kennen und verlobte sich mit ihr. Nach seiner Rückkehr heirateten sie am 22. Mai 1842. Sie hatten zwei Kinder, Sohn Holger Roed (1846–1874), der ebenfalls Maler wurde, und Tochter Helena (Helena Nyblom, geb. Roed) (1843–1926), eine schwedisch-dänische Schriftstellerin. Sie war verheiratet mit Carl Rupert Nyblom, einem Kunst- und Literaturhistoriker und Mitglied (Stuhl 14) der Schwedischen Akademie.

## Werke (Auswahl)

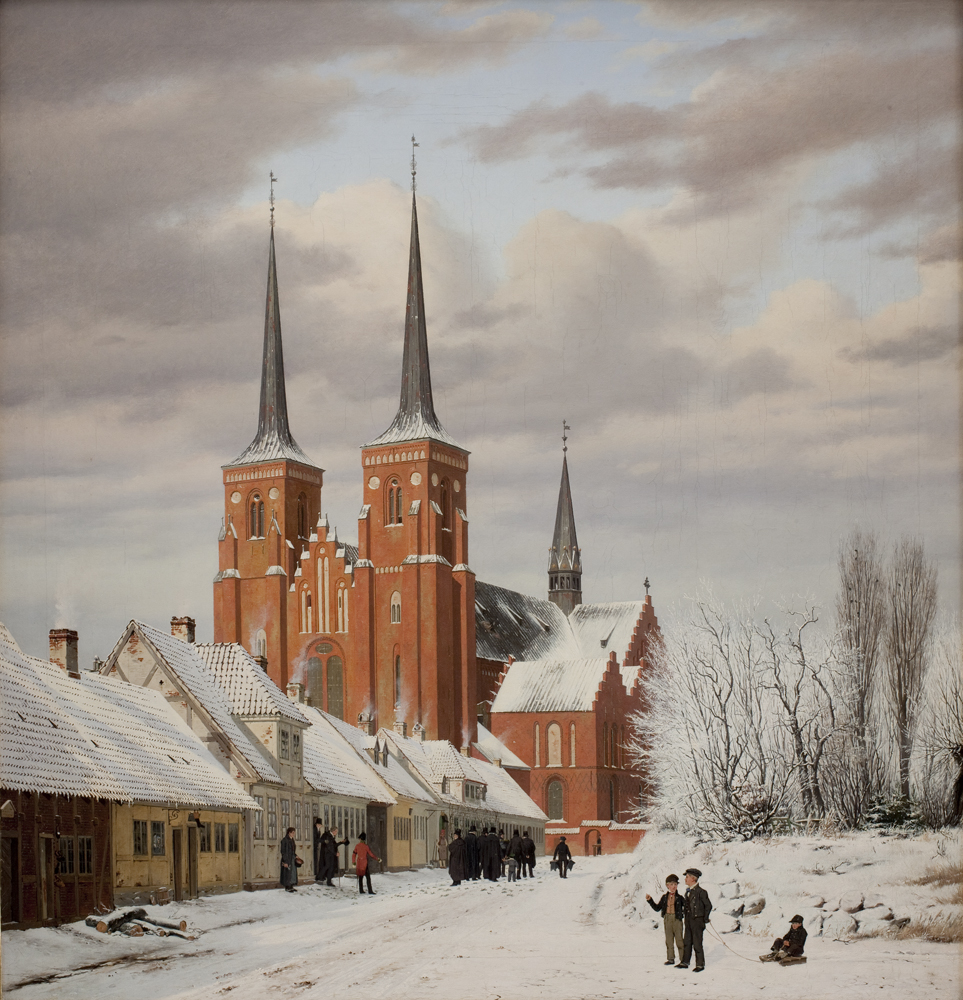
Jørgen Roed: En gade i Roskilde. I baggrunden domkirken. 1836

Jørgen Roeds Porträts dokumentieren viele wichtige Menschen seiner Zeit, etwa den Dichter Adam Oehlenschläger sowie die Künstler Albert Küchler, Jørgen Valentin Sonne, P. C. Skovgaard und Wilhelm Marstrand. Selbstporträts entstanden 1829, 1866 und 1883.
Seine Bilder sind in den Sammlungen vieler dänischen Museen vertreten: darunter das Staatliche Kunstmuseum (SMK), die Hirschsprung Collection, die Ny Carlsberg Glyptotek, Ordrupgaard, ARoS Aarhus Kunstmuseum und lokale Kunstmuseen in Horsens, Ribe und Randers.
- 1832 Ein Künstler auf Wanderschaft (Abbildung, SMK)[3]
- 1835 Ansicht von Schloss Frederiksborg, Das Karussel Tor (Horsens Kunstmuseum)
- 1835–1836 Eine Straße in Roskilde, im Hintergrund die Kathedrale (SMK) (siehe Bild)
- 1842 Gefängnishof des Palazzo del Bargello in Florenz (SMK)
- 1851 Die Sixtinische Madonna, Kopie nach Raffael (Fuglsang Kunstmuseum)
- 1866 Kreuzigung von Jesus (Jesu Korsfæstelse), Altarbild in der Kirche auf Schloss Frederiksborg
- 1835 Ein kleines Mädchen mit einem Korb Äpfel
- 1850 Seeländische Landmädchen am Brunnen
- 1855 Familienleben dänischer Fischer
- 1873 Porträt des Malers Marstrand (alle vier Schloss Christiansborg)